# Fumio Niwa
Fumio Niwa (丹羽文雄?, Niwa Fumio; Yokkaichi, 22 novembre 1904 – Musashino, 20 aprile 2005) è stato uno scrittore giapponese.

## Biografia
Figlio maggiore di un sacerdote, crebbe a Sogenji, un tempio buddhista a Yokkaichi, vicino Nagoya. Sua madre abbandonò la famiglia quando lui aveva solo otto anni: questo evento lo segnò nel profondo. Dopo aver studiato letteratura giapponese all'Università di Waseda, per due anni visse come bonzo a Sogenji; abbandonò poi questa strada per seguire la sua vocazione di scrittore.
Fu corrispondente in Cina e in Nuova Guinea durante la seconda guerra mondiale. Nell'agosto 1942 fu ferito nella battaglia di Tulagi. Queste esperienze gli ispirarono le opere Battaglia navale (Kaisen) (1942) e Compagnia senza ritorno (Kaeranu Chutai) (1943), entrambe censurate.
Nel 1965 divenne membro dell'Accademia giapponese delle arti; nel 1966 fu eletto presidente dell'Associazione degli scrittori giapponesi e ricevette inoltre l'Ordine della cultura.
È morto ultracentenario nel 2005 a causa di una polmonite, lasciando una vasta produzione comprendente più di 80 romanzi, 100 volumi di racconti e 10 volumi di saggi. Il suo racconto più celebre è L'età odiosa (Iyagarase no Nenrei, 1947).